# گائتانو موناچلو
گائتانو موناچلو (انگلیسی: Gaetano Monachello؛ زادهٔ ۳ مارس ۱۹۹۴) بازیکن فوتبال اهل ایتالیا است.
از باشگاه‌هایی که در آن بازی کرده‌است می‌توان به باشگاه فوتبال اینتر میلان، باشگاه فوتبال آسکولی، باشگاه فوتبال ویرتوس لانچانو، باشگاه فوتبال متالورگ دونتسک، باشگاه فوتبال سرکل بروژ، باشگاه فوتبال دلفینو پسکارا، باشگاه فوتبال آتالانتا، باشگاه فوتبال پالرمو، و باشگاه فوتبال موناکو اشاره کرد.
وی همچنین در تیم‌های ملی فوتبال زیر ۱۷ سال ایتالیا و زیر ۲۱ سال ایتالیا بازی کرده‌است.